# Landl (Oberösterreich)
Das Landl war eine historische Region in Oberösterreich, die heute ungefähr dem Hausruckviertel entspricht.
Als Landl im eigentlichen Sinn bezeichnete man bis ins 16. Jahrhundert die Besitzungen der Grafen von Schaunberg, die Territorien von der Donau bis zum Hausruck besaßen und ihren Stammsitz auf der Burg Schaunberg im heutigen Bezirk Eferding gehabt haben. Teile der heutigen politischen Bezirke Eferding, Grieskirchen, Wels Land, Vöcklabruck und Gmunden gehörten zum Schaunberger Landl.

## Geschichte

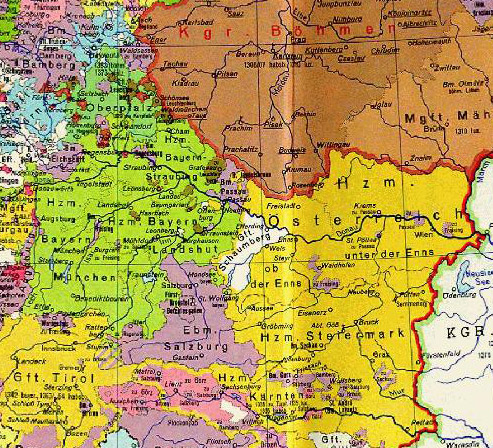
Die Grafschaft Schaunberg zwischen Bayern und Österreich, 1378

Die bereits 1316 urkundlich Grafen genannten Schaunberger sprachen von diesem Territorium als „terra nostra“; es war eine Grafschaft mit eigenem Landrecht und hatte damit eine Sonderstellung im Herzogtum Österreich ob der Enns, wodurch es nur mittelbar zum habsburgischen Einflussbereich gehörte. Die Schaunberger waren in den meisten Rechtsangelegenheiten nur dem Kaiser direkt unterstellt (Reichsunmittelbarkeit) und nicht vom österreichischen Herzog abhängig. Ab 1404 war jedoch der österreichische Herzog und der Kaiser meist ein und dieselbe Person aus dem Hause Habsburg, was diese Unabhängigkeit wieder stark relativierte.
Dennoch behielt das Schaunburger Landl bis ins 16. Jahrhundert eine gewisse Eigenständigkeit und fungierte teilweise als Pufferstaat zwischen den habsburgischen Besitzungen und Bayern als auch dem Erzbistum Salzburg, denn bis 1814/15 gehörte das Innviertel mit Unterbrechungen zu Bayern.
Erst unter den Kaisern Friedrich III. und Maximilian I. gelang es den Habsburgern, die schaunbergischen Sonderrechte endgültig zu beschneiden; 1548 verloren die in der Reformation lutherisch gewordenen Schaunberger ihre Reichsstandschaft und 1559 starben sie mit Graf Wolfgang von Schaunberg aus und wurden über dessen Schwester Anna von den Starhembergern beerbt.

## Die Landler
Die Bezeichnung „Landl“ war jedoch bis ins 18. Jahrhundert gebräuchlich und bezeichnete damals ganz allgemein alle Gegenden westlich der Traun und östlich des Innviertels. Von dieser Bezeichnung leitet sich auch der Name der während der Gegenreformation unter Karl II. und Maria Theresia nach Siebenbürgen transmigrierten, das heißt zwangsumgesiedelten, Protestanten, die sich bis heute nach ihrer Heimatregion Landler nennen.

## Das Landl heute
In Oberösterreich sind die Bezeichnungen „Landl“ für das Hausruckviertel und „Landler“ für dessen Bewohner nach der Barockzeit fast vollständig in Vergessenheit geraten und sind heute nicht mehr gängig. So ist es auch bis heute nicht geklärt, ob der Landler Volkstanz seinen Namen vom oberösterreichischen Landl hat. Es könnte sich dabei auch um ein Exonym handeln, das die benachbarten Innviertler diesem Tanz gegeben haben und der dort bis heute stark verbreitet ist.

## Persönlichkeiten
- Johann Georg Achbauer d. Ä. († 1683), in Böhmen wirkender Baumeister